# Vînohradnîi Klîn, Henicesk
Vînohradnîi Klîn (în ucraineană Виноградний Клин) este un sat în comuna Sokolohirne din raionul Henicesk, regiunea Herson, Ucraina.

## Demografie
Componența lingvistică a localității Vînohradnîi Klîn
     Ucraineană (90,79%)
     Rusă (8,79%)
Conform recensământului din 2001, majoritatea populației localității Vînohradnîi Klîn era vorbitoare de ucraineană (90,79%), existând în minoritate și vorbitori de rusă (8,79%).